# Mszana Dolna
Mszana Dolna (udtale: [ˈmʂana ˈdɔlna]) er en by og kommune (Gmina) i det sydøstlige Polen. Den ligger i voivodskabet Lillepolen (Województwo małopolskie) og har 7.854(2021) indbyggere, og et areal på 		27,1 km². Den er en del af powiat (amt) Limanowa.
Mszana Dolna ligger blandt bakkerne i det Vestlige Beskider, 50 km syd for Kraków. Byen ligger i en dyb dal, hvor bækken Mszanka løber ud i floden Raba, i Gorce-bjergene med Gorce Nationalpark.

## Historie
Mszana Dolna blev nævnt første gang i 1365. Den fik sine Magdeburg-rettigheder engang i slutningen af det 14. eller begyndelsen af det 15. århundrede, og da dens indbyggere hovedsagelig var skovtyske (Walddeutsche), blev byen kaldt Kinsbark (eller Königsberg). Kinsbark mistede sine byprivilegier et stykke tid i midten af det 15. århundrede, og den tidligere by, som havde skiftet navn til Mieścisko, blev i 1464 fusioneret med landsbyen Mszany.